# Huglfing
Huglfing är en kommun och ort i Landkreis Weilheim-Schongau i Regierungsbezirk Oberbayern i förbundslandet Bayern i Tyskland.
Kommunen ingår i kommunalförbundet Huglfing tillsammans med kommunerna Eberfing, Eglfing och Oberhausen.